# Dipartimento marittimo
Un dipartimento marittimo è una delle zone in cui vengono suddivise le coste delle nazioni marittime, per facilitarne la sorveglianza e la difesa e fa parte della organizzazione periferica della Marina Militare. Queste zone si chiamano dipartimenti o circoscrizioni militari marittime e prendono il nome dalla piazza militare marittima più importante compresa nella zona, e nella quale risiede il comandante in capo del dipartimento. Da esso dipendono i Comandi delle basi navali comprese nella zona. Egli ha diretta giurisdizione sulla Piazza marittima sulla quale risiede, occupandosi della organizzazione militare, dei servizi e delle comunicazioni, dei servizi semaforici, in armonia con le direttive che gli vengono impartite dall'Ufficio del capo di stato maggiore. Il Comando del dipartimento ha sotto i suoi ordini anche un certo numero di navi che servono esclusivamente per i servizi dipartimentali.

## Storia
Nella marina sarda, dopo il 1815, il Governo provvide alla creazione di tre Compartimenti militari marittimi (chiamati in seguito dipartimenti) fissandone le sedi a Genova, Villafranca, Cagliari. Il conte Camillo Benso di Cavour riordinando la Marina quando fu ministro stabilì la divisione del litorale marittimo in tre Dipartimenti: Meridionale, Settentrionale e dell'Adriatico. Il 17 novembre 1860 il principe Eugenio di Savoia Carignano divise il litorale dello Stato in 3 dipartimenti:
- Settentrionale (Genova), in attesa del trasferimento alla Spezia;
- Meridionale (Napoli);
- dell'Adriatico (Ancona).
- Il viceammiraglio Francesco Serra fu il primo comandante generale del Dipartimento marittimo Settentrionale,con sede in Genova, dal 17 novembre del 1860 al 13 dicembre del 1861. Gli succederà nell'incarico il viceammiraglio Ferdinando Pucci fino al 26 marzo del 1863.

Con il Regio Decreto del 26 marzo 1863 furono modificate le denominazioni delle istituzioni dipartimentali e i Dipartimenti furono distinti con un numero progressivo.
- Primo: con sede Genova, comprendeva il litorale dal confine della Francia fino agli Stati Romani. Il viceammiraglio Francesco Serra fu il primo comandante generale del Dipartimento marittimo Settentrionale. Nel 1870, in seguito al completamento dell'arsenale, la cui inaugurazione era avvenuta il 28 agosto 1869, col Regio Decreto 5477 31 gennaio 1870 venne stabilito che il Comando in capo del 1º Dipartimento marittimo avrebbe avuto a partire dal 15 febbraio 1870 la sua sede alla Spezia. Il primo ad assumere l'incarico di comandante in capo del 1º Dipartimento marittimo nella sede della Spezia fu il contrammiraglio Carlo Cesare Cerruti, succedendo al viceammiraglio Carlo Luongo, ultimo comandante in capo del 1º Dipartimento marittimo della sede di Genova. Dopo l'annessione degli Stati Pontifici la sua giurisdizione si estese sino a Terracina, compresa l'isola di Sardegna e l'Arcipelago Toscano.
- Secondo: con sede a Napoli, comprese il litorale da Terracina al Capo di Santa Maria di Leuca, la Sicilia e le isole adiacenti.
- Terzo: con sede ad Ancona, comprese il litorale dal Capo di Santa Maria di Leuca alle foci del Po. Dopo l'annessione del Veneto la giurisdizione si estese fino al confine austriaco e nel 1867, la sede fu trasferita da Ancona a Venezia.

Questa ripartizione rimane immutata fino al 1893.
Nel 1889 i Comandi di difesa, istituiti nel 1887 nelle piazzeforti de La Maddalena e di Taranto, assunsero il titolo di Comandi locali marittimi con un contrammiraglio incaricato della direzione di tutti i servizi della Regia Marina esistenti nei due porti. Nel 1893 questi due comandi presero il nome di Comandi militari marittimi e divennero autonomi.
Nel 1911 il Comando militare marittimo di Taranto divenne Dipartimento e nel 1913 i Dipartimenti che fino ad allora erano stati denominati per numero, furono indicati con il nome della città: Spezia – Napoli – Taranto – Venezia, oltre La Maddalena e Brindisi, istituiti nel 1915, che ebbero giurisdizione territoriale a sé, a similitudine dei comandi di difesa di Gaeta e di Messina, aventi anch'essi una determinata giurisdizione territoriale propria.
Dopo la Grande Guerra venne abolito quello di Venezia e venne istituito a Pola un comando di Dipartimento. Si giunse così alla circoscrizione militare marittima, stabilita con decreto del maggio 1921 e mantenuta in vita fino a tutto il 1922, quando intervenne una radicale trasformazione della Regia Marina e ne derivò di conseguenza una diversa circoscrizione militare marittima, con alti Comandi e giurisdizione costiera e dipendenza di Comandi militari marittimi, nonché la dipendenza dei Comandi di Marina:
- Comando in capo del dipartimento marittimo dell'Alto Tirreno, con sede alla Spezia
- Comando in capo del dipartimento del Basso Tirreno, con sede a Napoli;
- Comando in capo del dipartimento marittimo dello Ionio e dell'Adriatico, con sede a Taranto.

All'entrata in guerra dell'Italia nel secondo conflitto mondiale le Circoscrizioni erano le seguenti:
- Circoscrizione Alto Tirreno con sede e base alla Spezia
- Circoscrizione Basso Tirreno con sede a Napoli e basi a Napoli Messina e La Maddalena
- Circoscrizione Alto Adriatico di base a Venezia
- Circoscrizione Basso Adriatico e del Mar Ionio con sede a Taranto e basi a Taranto e Brindisi
- Comando navale Mar Egeo con base a Rodi
- Comando navale Albania con base a Durazzo
- Comando navale Libia con sede a Bengasi e basi a Tripoli e Tobruch
- Comando navale Africa Orientale Italiana con base a Massaua
- Comando navale Estremo Oriente con base a Tientsin

Il 29 giugno 1940, intuita l'importanza del teatro bellico, il Comando militare marittimo in Sicilia, di stanza a Messina, che dipendeva ancora da MARIDIPART Napoli e comprendeva i Comandi Settori Militari Marittimi di Augusta e di Trapani, ed i Comandi Marina di Catania, Palermo, Porto Empedocle e Pantelleria, venne elevato a Comando autonomo.
Nel dopoguerra il comando marittimo della Maddalena divenne Comando militare marittimo autonomo della Sardegna con sede a Cagliari.

## Ordinamento dal secondo dopoguerra al 1999
L'ordinamento territoriale della Marina Militare dal secondo dopoguerra al 1999, anno in cui è entrato in vigore il nuovo modello di difesa, era articolato in Comandi in capo e Comandi militari marittimi autonomi. I Comandi in capo e i Comandi militari marittimi autonomi avevano alle loro dipendenze i Comandi di Marina che avevano il compito di predisporre la difesa del litorale.
L'organizzazione era la seguente:
- Comando in capo del Dipartimento marittimo "Alto Tirreno" – sede La Spezia
- Comando in capo del Dipartimento marittimo "Basso Tirreno" – sede Napoli
- Comando in capo del Dipartimento marittimo "Ionio e Canale d'Otranto" – sede Taranto
- Comando in capo del Dipartimento marittimo "Adriatico" – sede Ancona
- Comando militare marittimo autonomo "Sardegna" – sede Cagliari
- Comando militare marittimo autonomo "Sicilia" – sede Messina

### Comando in capo del Dipartimento marittimo "Alto Tirreno" – MARIDIPART La Spezia
Il Comando in capo del Dipartimento militare marittimo "Alto Tirreno" aveva sede a La Spezia. Il comandante era un ammiraglio di squadra. Al comando faceva capo il Comando Marina di Livorno e un Gruppo navi ausiliarie dipartimentali.

#### Comando Marina di Livorno
COMAR Livorno svolgeva attività di supporto alle unità impiegate in attività addestrative a favore degli allievi e degli ufficiali che frequentavano l'Accademia navale di Livorno e per compiti di pattugliamento di varia natura nelle acque prospicienti il golfo della Spezia.

### Comando in capo del Dipartimento marittimo "Basso Tirreno" – MARIDIPART Napoli
Il Comando in capo del Dipartimento militare marittimo "Basso Tirreno" aveva sede a Napoli. Il comandante era un ammiraglio di squadra. Al comando faceva capo il Comando Marina di Roma e un Gruppo navi ausiliarie dipartimentali.
Dal 1971 al 1999, l'ammiraglio posto al comando del Dipartimento militare marittimo del "Basso Tirreno" è stato anche comandante delle Forze Navale Alleate del Sud Europa, in quanto il Comando Forze navali alleate del Sud Europa in seguito all'indipendenza di Malta e l'arrivo al governo, nel 1971, dei socialisti guidati da Dom Mintoff, che giunto al governo adottò una politica di non allineamento e di avvicinamento al blocco comunista, si ebbe la necessità di lasciare l'isola maltese e trasferire la sede di COMNAVSOUTH a Napoli nella località di Nisida e di COMMEDCENT a Roma, con il Comandante in capo della Squadra navale che assunse anche quello di Comandante delle Forze navali alleate del Mediterraneo centrale.

### Comando in capo del Dipartimento marittimo "Ionio e Canale d'Otranto" – MARIDIPART Taranto
Il Comando in capo del Dipartimento marittimo "Ionio e Canale d'Otranto" aveva sede a Taranto. Il comando era retto da un ammiraglio di squadra. Al comando faceva capo il Comando Marina di Brindisi.

#### Comando Marina di Brindisi
COMAR Brindisi svolgeva attività di supporto alle unità ormeggiate nel porto di Brindisi.

### Comando in capo del Dipartimento marittimo "Adriatico" – MARIDIPART Ancona
Il Comando in capo del Dipartimento marittimo "Adriatico" ebbe sede ad Ancona sino al 2013, anno in cui tale comando fu soppresso. Il comandante era un ammiraglio di squadra, poi negli ultimi anni un ammiraglio di divisione. In origine la sua giurisdizione si estendeva da Trieste a Vieste, poi negli ultimi decenni fu limitata a Termoli.
Dal 1861 al 1866 la sede era localizzata ad Ancona; dopo la Seconda guerra d'indipendenza, con la riunificazione del Veneto, fu trasferita a Venezia, dove rimase sino al 1957, quando tornò ad Ancona. Quando la sede era a Venezia, ad Ancona c'era un Comando Marina (COMAR Ancona) soggetto a Venezia; viceversa, con la sede ad Ancona, era Venezia ad essere sede di un Comando Marina (COMAR Venezia) che faceva capo ad Ancona.
Dopo la soppressione del Dipartimento marittimo "Adriatico", Ancona è diventata sede del Comando scuole della Marina Militare.

### Comando militare marittimo autonomo "Sardegna" – MARISARDEGNA
Il Comando militare marittimo autonomo della Sardegna venne costituito presso la base di La Maddalena durante la seconda guerra mondiale nel maggio 1943, quando venne dichiarato autonomo, cessando di dipendere organicamente dal Comando in capo del dipartimento di Napoli ma già dal mese di marzo era stato posto operativamente alle dipendenze del nuovo Comando Forze Armate della Sardegna, comando interforze, a guida del Regio Esercito, costituito per far fronte alla temuta invasione dell’isola da parte degli Alleati.
Al termine del conflitto in ottemperanza alle clausole previste dal trattato di pace, veniva smilitarizzata la Base di La Maddalena e nell’ottobre 1948 il Comando Militare Marittimo Autonomo in Sardegna (MARISARDEGNA) trasferiva la sua sede a Cagliari. Nel 1949 con l’adesione dell’Italia alla NATO caddero alcuni dei pesanti vincoli imposti dal trattato di pace e nello stesso anno venne trasferita a La Maddalena la Scuola CEMM di Venezia per l’istruzione dei futuri sottufficiali.
Nel 1978 il comando tornò a ristabilirsi nella sede originaria di La Maddalena per ritornare nuovamente a Cagliari nel 2002. MARISARDEGNA era retto da un ammiraglio di divisione e al comando faceva capo il Comando Marina La Maddalena. comando e a cui faceva capo il Comando Marina La Maddalena.

### Comando militare marittimo autonomo "Sicilia" – MARISICILIA
Il Comando militare marittimo autonomo della Sicilia aveva la sua sede a Messina. Il comando era retto da un ammiraglio di divisione. Al comando facevano capo il Comando Marina di Augusta e un Gruppo navi ausiliarie dipartimentali al cui comando c'era un contrammiraglio.

#### Comando Marina Augusta
COMAR Augusta svolgeva attività di supporto alle unità ormeggiate nella base di Augusta.

## Ordinamento 1999-2013
L'ordinamento dal 1999, anno in cui è entrato in vigore il nuovo modello di difesa, fino all'ultima riorganizzazione del 2013 è stato così articolato:
- Dipartimento militare marittimo "Alto Tirreno" – sede La Spezia
  - Comando Marina di Napoli
- Dipartimento militare marittimo "Ionio e Canale d'Otranto" – sede Taranto
- Dipartimento militare marittimo "Adriatico" – sede Ancona
- Comando militare marittimo autonomo "SARDEGNA" – sede Cagliari
- Comando militare marittimo autonomo "SICILIA" – sede Augusta
- Comando militare marittimo autonomo della capitale MARICAPITALE – sede Roma

### Dipartimento militare marittimo "Alto Tirreno" – MARIDIPART La Spezia
Il Dipartimento militare marittimo "Alto Tirreno" aveva sede a La Spezia. Il comandante era un ammiraglio di squadra. Al comando faceva capo il Comando Marina di Napoli e un Gruppo navi ausiliarie dipartimentali.
Al Comando militare marittimo "Alto Tirreno" facevano capo:
- Comando servizi di base
- Direzione del genio militare per la Marina
- Direzione di sanità Marina Militare
- Direzione magazzino di munizionamento

Gruppo navi ausiliarie dipartimentali
- Nave Gorgona (trasporto costiero)
- Nave Bormida (trasporto acqua Locale)
- Unità minori di uso locale

#### Comando Marina (Napoli)
Gruppo navi ausiliarie dipartimentali
- Nave Capri (trasporto costiero)
- Unità minori di uso locale

Il Comando Marina di Napoli è stato costituito successivamente al Decreto Legislativo n. 464 del 28 novembre 1997, che comportava alcuni tagli all'organizzazione territoriale e logistica delle Forze Armate, tra cui lo scioglimento del Comando in capo del Dipartimento marittimo del "Basso Tirreno", soppresso nel 1999, le cui competenze sono state ripartite tra i dipartimenti militari marittimi di Taranto e La Spezia ed il comando militare marittimo autonomo della Sicilia.
Il Comando Marina di Napoli era retto da un contrammiraglio, mentre in precedenza il Dipartimento militare marittimo del "Basso Tirreno" era retto da un ammiraglio di squadra.

### Dipartimento militare marittimo "Ionio e Canale d'Otranto" – MARIDIPART Taranto
Il Dipartimento militare marittimo "Ionio e Canale d'Otranto" aveva sede a Taranto. Il comando era retto da un ammiraglio di squadra. Il dipartimento aveva alle dipendenze il Comando Marina di Brindisi
Al Comando militare marittimo "Ionio e Canale d'Otranto" facevano capo:
- Comando servizi di base
- Direzione di sanità Marina Militare
  - Ospedale principale della Marina
- Direzione magazzino di Munizionamento
- Gruppo navi ausiliarie dipartimentali
  - Nave Tremiti (trasporto costiero)
  - Nave Salina (trasporto gasolio)
  - Unità minori di uso locale

Comando Marina (Brindisi)

### Dipartimento militare marittimo "Adriatico" – MARIDIPART Ancona
Il Dipartimento militare marittimo "Adriatico" aveva sede ad Ancona. Il comandante era un ammiraglio di squadra.
Al comando facevano capo:
- Comando servizi di base
- Direzione di commissariato Marina Militare
- Gruppo navi ausiliarie dipartimentali
  - Nave Pantelleria (trasporto costiero)
  - Unità minori di uso locale

### Comando militare marittimo autonomo "Sardegna" – MARISARDEGNA
Il Comando militare marittimo autonomo della Sardegna aveva la sua sede a Cagliari. Il comando era retto da un ammiraglio di divisione.
Al comando facevano capo:
- Comando servizi di base
- Ufficio staccato del genio militare per la Marina con sede a La Maddalena, in provincia di Sassari.
- Gruppo navi ausiliarie dipartimentali
  - Nave Caprera (trasporto costiero)
  - Unità minori di uso locale

### Comando militare marittimo autonomo "Sicilia" – MARISICILIA
Il Comando militare marittimo autonomo della Sicilia aveva la sua sede a Messina per essere poi trasferito a partire dal 1º novembre 2002 ad Augusta in Provincia di Siracusa. Il comandante era un ammiraglio di divisione. Al comando facevano capo un Gruppo navi ausiliarie dipartimentali al cui comando c'era un contrammiraglio.
Al Comando militare marittimo autonomo della Sicilia facevano capo:
- Comando del genio militare per la Marina
- Comando servizi di base
- Direzione di commissariato Marina Militare
- Direzione di sanità Marina Militare
- Direzione magazzino di munizionamento (Cava di Sorciaro, Siracusa)
- Distaccamento Marina (Messina)
- Comando zona fari (Messina)
- Centro crittografico della Marina Militare – MARICRYPTO (Roma)

#### Gruppo navi ausiliarie dipartimentali di MARISICILIA
- Nave Prometeo (rimorchiatore d'altura)
- Nave Polifemo (rimorchiatore d'altura)
- Nave RP 102 (rimorchiatore porturale)
- Nave RP 112 (rimorchiatore porturale)
- Nave RP 115 (rimorchiatore porturale)
- Nave RP 121 (rimorchiatore porturale)
- Nave RP 125 (rimorchiatore porturale)
- Nave RP 126 (rimorchiatore porturale)
- Nave RP 131 (rimorchiatore porturale)

I rimorchiatori portuali e i rimorchiatori di altura in precedenza unità dipartimentali sono ora state assegnati a MARISTANAV Augusta
Le seguenti unità in precedenza facenti capo al Gruppo navi ausiliarie dipartimentali di MARISICILIA sono ora inquadrate nel COMGRUPAUS2 del COMFORAUS
- Nave Lipari (trasporto costiero)
- Nave Tirso (trasporto acqua)
- Nave Ticino (trasporto acqua)
- Nave Linosa (trasporto gasolio)
- Nave Favignana (trasporto gasolio)
- Nave Panarea (trasporto gasolio)
- Nave Levanzo (servizio fari)

### Comando Marittimo Centro e Capitale (C.M.C.C.)
Il Comando militare marittimo autonomo della capitale, che in precedenza dipendeva dal Dipartimento marittimo di Napoli retto da un contrammiraglio ha sede a Roma.
Al Comando militare marittimo autonomo della capitale riconfigurato in Comando logistico della Marina Militare Area Capitale facevano capo la Direzione di commissariato Marina Militare e la banda della Marina Militare, composta da 102 elementi.

## Riorganizzazione
In seguito al riordino dello strumento militare a partire dal 31 dicembre 2013 i dipartimenti marittimi sono stati riconfigurati in quattro Comandi Logistici d'area con sede a Roma e presso le tre principali basi della Marina Militare: La Spezia, Taranto e Augusta, alle dipendenze del Comando logistico della Marina Militare. In seguito alla riorganizzazione della Marina Militare le principali unità navali dipartimentali sono state inquadrate nel COMFORAUS.

### Comando logistico della Marina Militare Area nord
Il Dipartimento militare marittimo dell'Alto Tirreno è stato riconfigurato in Comando logistico della Marina militare Area nord, assorbendo le funzioni del Comando militare marittimo autonomo della Sardegna. Il comando è retto da un ammiraglio di divisione o da un ammiraglio di squadra

#### Fanfara di Presidio del Comando Marittimo Nord
Alle sue dipendenze vi è la Fanfara di Presidio, con un organico costituito da sottufficiali in servizio permanente effettivo di vari ruoli e da volontari in ferma prolungata, provenienti da vari conservatori d'Italia.
Traendo le sue origini dai diversi complessi strumentali della Forza Armata che si sono succeduti nella città della Spezia dagli anni successivi all’unificazione d’Italia fino all’immediato dopo guerra, essa si esibisce con compiti di rappresentanza e per dare lustro alle cerimonie militari .Nel corso del tempo è cresciuta a livello professionale e artistico, giungendo a presentarsi in veste di piccola banda da concerto con un repertorio che spazia da quello celebrativo (marce ed inni) a quello lirico sinfonico con predilezione per la musica originale per banda, fino ad arrivare alla musica leggera e al jazz.
Dal 31 luglio 2015 il complesso strumentale e’diretto dal Maestro 1º Luogotenente Vito Ventre

#### MARISUPLOG
MARISUPLOG, il Comando supporto logistico di Cagliari, svolge per la Regione Sardegna le funzioni dipartimentali del Comando Marittimo Nord di cui è alle dipendenze. Le funzioni di supporto logistico della base di Cagliari venivano svolte in precedenza dal soppresso Comando militare marittimo autonomo della Sardegna.

### Comando logistico della Marina Militare Area Sud
Il Comando in capo del Dipartimento militare marittimo dello Ionio e del Canale d'Otranto è stato riconfigurato a partire dal 31 dicembre 2013 in Comando logistico della Marina militare Area sud. Il Comando marittimo di Brindisi che dal 1º gennaio 2013 è transitato alle dipendenze del Comando forza da sbarco, per essere poi soppresso a partire dal 31 dicembre 2013 e le relative funzioni attribuite in un primo momento alla Brigata marina "San Marco" costituita il 1º marzo 2013 dalla riconfigurazione del Comando forza da sbarco e poi a MARISTANAV Brindisi alle dipendenze del COMGRUPNAV TRE in cui sono inquadrate le navi da sbarco della Brigata marina "San Marco" e l'incrociatore portaeromobili Garibaldi.
Il comando militare sud è retto da un ammiraglio di divisione o da un ammiraglio di squadra e ha sede a Taranto.

### Comando logistico della Marina Militare Area Sicilia
Il Comando militare marittimo autonomo della Sicilia è stato riconfigurato il 31 dicembre 2013 in Comando logistico della Marina militare Area Sicilia mentre sono cessate, a partire dal 31 dicembre 2013, le funzioni del Distaccamento della Marina Militare di Messina.
MARISICILIA è retto da un contrammiraglio o da un ammiraglio di divisione.

### Comando logistico della Marina Militare Area Capitale
Il Comando militare marittimo autonomo della Capitale è stato riconfigurato in Comando logistico della Marina militare Area Capitale.
MARICAPITALE è retto da un contrammiraglio

### Dipartimenti soppressi
Il Comando in capo del dipartimento militare marittimo dell'Adriatico è stato soppresso il 30 giugno 2013 e le relative funzioni ripartite tra il Comando in capo del Dipartimento militare marittimo dell'Alto Tirreno e il Comando in capo dei Dipartimento militare marittimo dello Ionio e del Canale d'Otranto. Il comando logistico è passato sotto La Spezia, mentre il litorale dall'Abruzzo fino alla Puglia è passato sotto la giurisdizione del Comando di Taranto. Ad Ancona sede del dipartimento militare marittimo dell'Adriatico è rimasto il Comando scuole della Marina Militare.
Il Comando militare marittimo autonomo della Sardegna è stato soppresso il 31 dicembre 2013 e le relative funzioni svolte dal Comando supporto logistico di Cagliari che ha assunto anche i compiti della Sezione di commissariato Marina Militare di Cagliari.